# Rob Nanninga
Rob Nanninga, geboren als Roelof Hendrik Nanninga, (Groningen, 6 augustus 1955 – aldaar, 30 mei 2014) was een Nederlands scepticus, schrijver en publicist, bestuurslid van Stichting Skepsis en hoofdredacteur van haar tijdschrift Skepter. Hij werd bekend door zijn kritische stukken over alternatieve genezers en therapeuten, paranormale beweringen en pseudowetenschappelijke trainingen en opleidingen.

## Vroege loopbaan
Nanninga volgde de lerarenopleiding Ubbo Emmius en studeerde daar in de zomer van 1980 af als leraar Nederlands en Engels. Na pas een maand in dienstplicht werd hij afgekeurd. Daarna heeft Nanninga voor de klas gestaan, maar slechts korte tijd omdat hij geen orde kon houden; zijn Skinneriaanse ideeën over niet straffen maar belonen waren niet aan Oost-Groningse mavoleerlingen besteed. Hij concludeerde dat lesgeven aan opstandige pubers niets voor hem was.

## Eerste sceptische activiteiten
Al in 1976 was Nanninga via een opleidingsproject betrokken bij een Groningse groep van sceptici, tegenover wie hij verklaarde te weten hoe Uri Geller lepels boog. In datzelfde jaar werd de Amerikaanse skeptische organisatie Committee for the Scientific Investigation of Claims of the Paranormal (CSICOP) opgericht, waarvan het tijdschrift Skeptical Inquirer ook in Nederland enkele abonnees kreeg. Rond 1979 groeide Nanninga's interesse voor sekten, waarvan hij er verscheidene samen met een werkgroep "Opkomende religies" bezocht. In die club ontmoette hij zijn vriendin Jolanda Hennekam.
Begin jaren tachtig voerde Nanninga een experiment uit met een transcendente meditatie-aanhanger die beweerde vanuit een meditatiehouding een zweefsprong van ruim een meter te kunnen maken zonder zich tegen de grond af te zetten. Nanninga gaf hem de opdracht om vanaf een plaat multiplex die op knikkers lag op een matras te springen dat een halve meter verder lag. De proefpersoon, die van tevoren beweerde dat de meditatie hem een "vlieggevoel" gaf, werd met de harde waarheid geconfronteerd dat men zich op een rollende plaat niet kan afzetten.

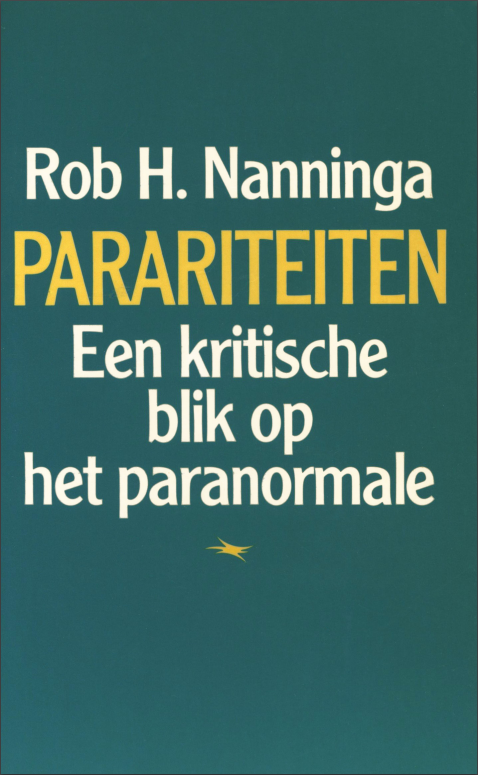
Rob Nanninga's boek Parariteiten, gepubliceerd in 1988.

Eind 1987 maakte Nanninga deel uit van een groep van ongeveer 25 Nederlandse Skeptical Inquirer-abonnees die bij het Humanistisch Verbond in de Utrechtse Oudkerkhof bijeenkwamen om in Nederland een aan CSICOP equivalente organisatie op te richten, hetgeen leidde tot Stichting Skepsis. Nanninga raakte betrokken bij de oprichting omdat hij op dat moment werkte aan zijn boek Parariteiten, dat het volgende jaar uitkwam. Tijdens de bijeenkomst ontmoette hij veel van zijn latere collega's zoals wiskundige Jan Willem Nienhuys en astronoom Cornelis de Jager die voorzitter werd. Hijzelf nam vanaf eind 1988 de positie van secretaris in (tot 2004). Op 1 maart 1988 kwam de eerste editie van het Skepsis-tijdschrift Skepter uit, waarvan Nanninga redacteur werd en van 2002 tot zijn dood de hoofdredacteur was.

## Skepsis enSkepter

### Zaak-Moget
Nanninga werd in december 1994 getipt door een oud-medewerkster van het in Groningen gevestigde Instituut voor Video-Gestalttherapie (IVG), waar incestslachtoffers door de Groninger en Leeuwarder GGD en sociale dienst (die het IVG voor duizenden guldens subsidieerden) naar werden doorverwezen. Het IVG zou aan sektarische praktijken doen. Daarop sprak Nanninga met verscheidene ex-cliënten, -cursisten en -therapeuten van het IVG, waarna hij eind januari 1995 een rapport met zijn bevindingen stuurde naar de directeur van de sociale dienst en naar de hoofdinspecteur voor de Gezondheidszorg. Na van hen nul op zijn rekest te hebben gekregen besloot hij de publiciteit op te zoeken.
Op 3 maart 1995 schreef Nanninga in Intermediair een stuk vol felle aantijgingen jegens het instituut. Kern van zijn klacht was IVG-leidster Wies Moget, die hij omschreef als een 'paranoïde en meedogenloze vrouw' die beweerde de slachtoffers te helpen, als ze maar precies deden wat zij vroeg. Nanninga legde bloot dat Moget allerlei fantastische verhalen vertelde die zeer betwistbaar waren. Volgens Moget zouden zij en haar dochters in het verleden al verschrikkelijke mishandelingen hebben meegemaakt door toedoen van een duister verbond dat ze "De Groep" noemde. Dit zou bestaan uit enkele zogenaamd 'satanische' figuren waaronder haar ex-man die het op hen gemunt hadden. Middels haar therapie zouden ze zich hier tegen gewapend hebben. Vanaf 1991 wierf Moget onder haar eigen cliënten cursisten voor haar eigen dure opleiding tot behandelaar. Met haar 'sekte' in Groningen-Centrum 'terroriseerde ze de omgeving'. Enerzijds door haar eigen medewerkers te manipuleren met dreigementen en ze voor te houden dat ze in hun verleden slachtoffer waren geweest van verdrongen misdaden. Anderzijds identificeerde ze mensen, waaronder ook eigen cursisten, als leden van "De Groep". Moget wist haar adepten met verhalen te bewegen tot het verbreken van banden met familie en vrienden, en afhankelijk van haar te maken. Deelnemers die protesteerden werden door Moget aan een hypnosesessie onderworpen of uitgestoten als ze te gevaarlijk werden voor de stabiliteit van het IVG.
Na de publicatie van Nanninga's stuk besloten de GGD en de sociale dienst voorlopig geen nieuwe cliënten naar het IVG door te sturen, enkele oud-cursisten kwamen met klachten.

In een nieuw stuk in dagblad Trouw van 18 maart kwam Nanninga met nieuw bewijsmateriaal van een reeks ex-cliënten en -medewerkers. Door de commotie besloot het IVG een commissie aan te stellen die eventuele misstanden zou onderzoeken (de Geneeskundige Inspectie van de Volksgezondheid weigerde onderzoek in te stellen omdat het instituut niet erkend werd), maar Mogets nieuwe vriend en woordvoerder Vincent Schochron liet in dezelfde verklaring al op voorhand weten dat het instituut, dat op dat moment enkele tientallen patiënten had, 'niets verkeerd' deed. Bovendien werd Nanninga door Moget een proces aangedaan wegens smaad en laster met een eis tot geldelijke genoegdoening voor het berokkenen van "materiële en immateriële schade" aan het instituut. De rechtbank in Groningen wees op 15 december 1995 de eis af omdat ze vond dat Skepsis niet beledigend of onnodig grievend was geweest en Nanninga zijn beweringen goed had onderbouwd. Moget moest de kosten van de gerechtelijke procedures betalen. Daarna werd het stil rondom het IVG; de autoriteiten ondernamen geen actie ondanks pogingen van ex-cursisten om het centrum tot sluiting te dwingen.

### Graancirkels, ufo's en buitenaardse wezens

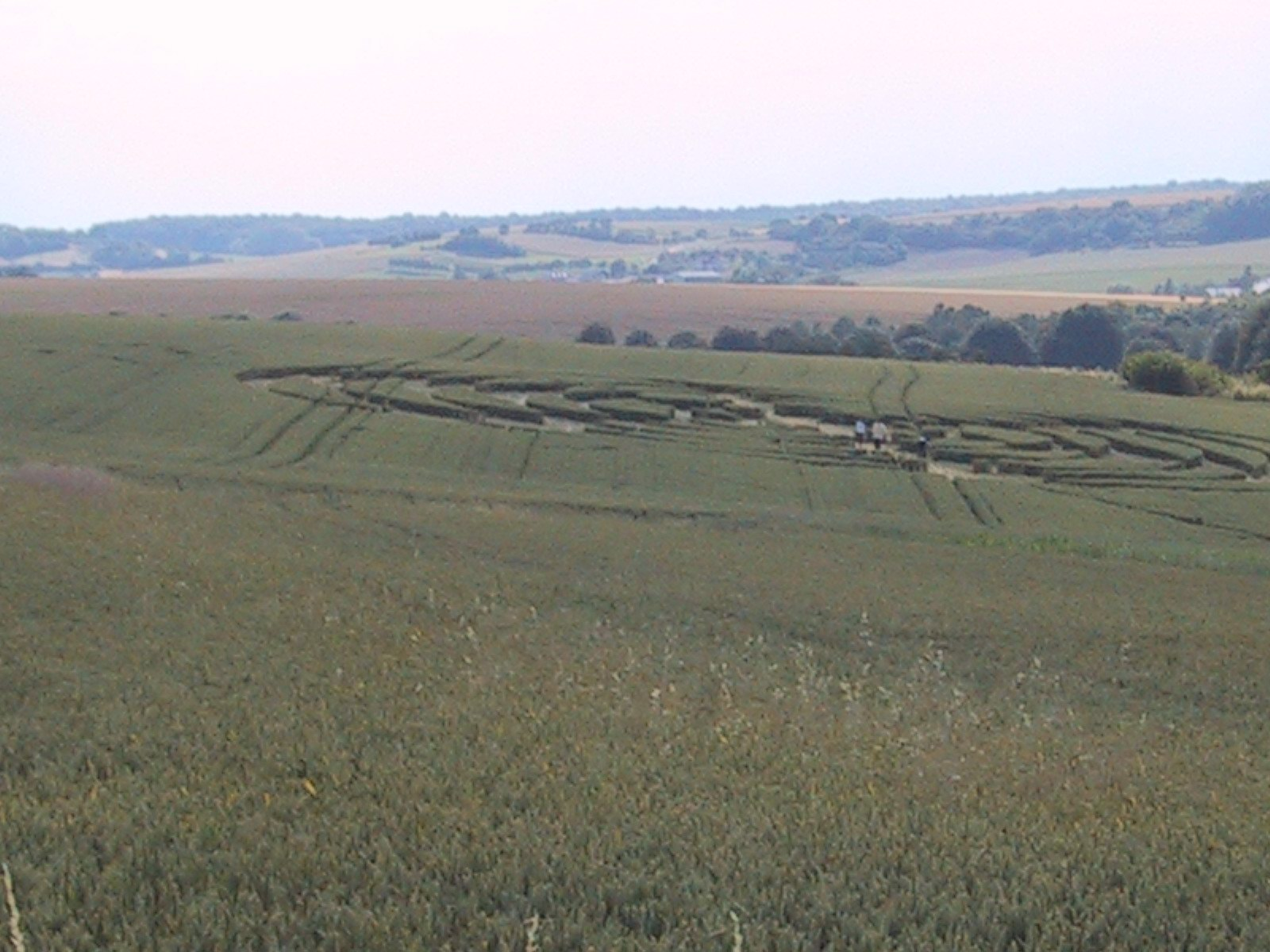
Een graancirkel uit 2004, gemaakt door Südwestrundfunk bij Bedersdorf in Duitsland. Tegen 1999 concludeerde Nanninga dat waarschijnlijk alle graancirkels door mensen gemaakt werden.

Rond de millenniumwisseling hield een golf van pseudowetenschappelijke interesse voor buitenaards leven en het vaak veronderstelde verband met graancirkels en ufo's Nanninga en zijn collega's (vooral Marcel Hulspas) bezig. Enkele malen legde Nanninga in Skepter en aan de pers uit dat het bewijs dat ufologen aandragen voor hun beweringen doorgaans flinterdun en inconsistent is. "Sommigen beschouwen de cirkels als een noodkreet van Moeder Aarde, terwijl anderen ze in verband brengen met buitenaardse wezens die vanuit hun ufo's de graanvelden bestralen. Volgens wichelroedelopers hebben ze te maken met paranormale krachtlijnen die door het landschap lopen. Haselhoff heeft nog geen keuze gemaakt uit deze verwarde theorieën." Het standaard argument ging dat graancirkels "te complex" zouden zijn om door mensen te zijn vervaardigd en derhalve wel van buitenaardse makelij moesten zijn, zelfs wanneer er mensen naar voren kwamen en bekenden de cirkels te hebben gemaakt, inclusief filmmateriaal van hoe ze het deden.
Nanninga vond het ook 'een belachelijke theorie' dat sommige vrouwen beweerden zwanger te zijn gemaakt door buitenaardse wezens om kinderen te krijgen: "Dan kunnen die wezens toch beter een spermabank overvallen?" Hij benadrukte dat volgens hem mensen die zulke dingen geloven niet gek zijn, maar gewoon een rijke fantasie hebben die zij soms verwarren met de werkelijkheid, en wees er op dat in het geval van graancirkels het steeds om mensenwerk van grappenmakers ging die uit zijn op sensatie. Skepsis publiceerde op haar website een handleiding om zelf graancirkels te maken. Half 1999 concludeerde Nanninga dat graancirkels al zo vaak hoaxes waren gebleken en dat de populariteit merkbaar afnam, dat serieus onderzoek ernaar overbodig was geworden, hoewel hij er nog wel een plek voor zag weggelegd in de kunst.
In april 1997 onderzocht en beschreef Nanninga de opkomst en ondergang van de Amerikaanse christelijk-ufologische Heaven's Gate-sekte en wat de leden ertoe had gebracht om collectief zelfmoord te plegen.

### Parapsychologie
Hoewel sceptici door parapsychologen vaak "fundamentalisme" wordt verweten omdat zij voor alles bewijs willen hebben, stelde Nanninga in 2001 dat parapsychologisch onderzoek serieus genomen diende te worden omdat een meta-analyse van ganzfeldexperimenten een positief resultaat liet zien dat niet door toeval alleen verklaard kon worden, al concludeerde hij nog niets. Later werd hij naar eigen zeggen "wat bezonnener" toen bleek dat er vaak statistische fouten werden gemaakt, de resultaten niet goed herhaalbaar zijn en dat "het verhaal rammelt". Hij bleef wel openstaan voor de parapsychologie en zou feiten aanvaarden als ze overtuigend waren, maar constateerde dat de onderzoekers in dit veld vooral bezig waren met hun achterban te overtuigen en niet de buitenwereld.
In 1994 schreef Nanninga een exposé over hypnotiseur Rasti Rostelli, die onder meer beweerde telekinetische gaven te hebben en demonstreerde in 2001 tijdens een aflevering van Het zwarte schaap dat Rostelli eigenlijk welbekende (en soms gevaarlijke) goocheltrucs gebruikte zonder dat toe te geven en daardoor mensen misleidde. Nanninga bood hem namens Stichting Skepsis 10.000 gulden aan om zonder trucs te bewijzen dat hij paranormale gaven had, maar Rostelli weigerde.

### Homeopathische uitdaging

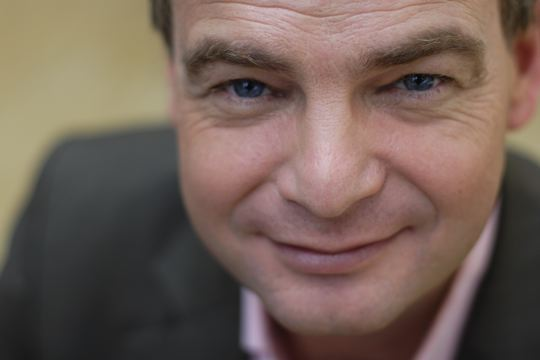
Toen Minister Hoogervorst in 2004 beweerde dat homeopathie 'gewoon water' is, daagden homeopaten hem uit om een overdosis te nemen. Nanninga bood in zijn plaats een experiment aan.

Na de uitspraken van Minister van Volksgezondheid Hans Hoogervorst op 18 februari 2004 dat homeopathie 'gewoon water' is en hij naar aanleiding van het KNMG-rapport over de dood van Sylvia Millecam voortaan wettelijk wilde laten vastleggen dat alleen artsen medische diagnoses mogen stellen, reageerden homeopaten furieus. In de Volkskrant van 21 februari 2004 daagde woordvoerder Michiel van Gemert van de Nederlandse Vereniging van Klassiek Homeopaten (NVKH) de Minister en de Inspecteur-Generaal voor de Gezondheidszorg Herre Kingma (tevens lid van de Vereniging tegen de Kwakzalverij) uit tot een overdosis homeopathisch bereide sulphur te nemen (drie weken lang C200 druppelen), maar zij weigerden. Daarop bood Nanninga namens Skepsis aan om de uitdaging over te nemen en het experiment, waarvan Van Gemert beweerde dat het tot 'ondraaglijke jeuk en warmteontwikkeling' zou leiden, samen uit te voeren. De respons van de NVKH was positief en samen verklaarden zij op 25 februari een gecontroleerd experiment te zullen uitvoeren met veertig voorstanders en veertig tegenstanders van homeopathie; de enthousiaste Van Gemert zou zelfs zijn praktijk opgeven als bleek dat hij ongelijk had. Twee weken later meldde Van Gemert na het raadplegen van zijn achterban echter van de proef af te zien, omdat deze statistisch niet goed opgezet zou zijn en men geen middel zou mogen testen waarvan men van tevoren al wist wat de werking was. Nanninga herhaalde nog eens de afspraken en verduidelijkte de voorwaarden waaruit moest blijken dat de onderzoeksresultaten betrouwbaar zouden zijn en bleef open voor de uitdaging, maar waarschuwde dat de NVKH haar beweringen tegenover Minister Hoogervorst weer diende in te trekken als zij definitief afhaakte. Het bleek dat Van Gemert persoonlijk de test wel zag zitten, maar te veel weerstand ondervond vanuit de vereniging. Uiteindelijk vond de test geen doorgang, maar de NVKH nam haar uitspraken ook niet terug.

### Ontmaskering Van den Broeke
In 2005 ontmaskerde Nanninga het zelfverklaarde medium Robbert van den Broeke, die in het RTL 4-programma Er is zoveel meer beweerde op paranormale wijze contact te kunnen leggen met voorouders van de aanwezigen, maar zijn informatie rechtstreeks van een genealogische website had gehaald inclusief een taalfout die hij had overgenomen (genverbrander in plaats van geneverbrander, een ouderwetse spelling voor jeneverbrander). Van den Broeke sprak in de aflevering van 18 december (waar zo'n 800.000 mensen naar keken) met een vrouw, Corrie, wier man Arno onverwachts zelfmoord had gepleegd. Het medium zocht contact met Arno en eindigde zijn verhaal met de volgende tekst:
"Er is nog iets heel belangrijks wat ik moet zeggen. Arno en jij kennen elkaar ook uit een ander leven. Jullie zijn heel diep met elkaar verbonden. Misschien heb je dat zelf ook al weleens gevoeld, maar dat is wel zo. En ik moet daar iets van zeggen. Het is belangrijk ook ter verwerking van dit, om ook dit los te laten. Er komt iets van een jaartal door. 1793 en 1823. In die tussentijd heb jij geleefd. In dat leven ben je ook niet zo heel oud geworden. Een jaar of 30 of zo. Er komt een heel verhaal bij mij binnen. Het was in Nederland. Coevorden krijg ik door. Jouw naam was Hillegien. Je heette Hillegien. Hellegien. Hillegien hoor ik. Hillegien. Ik krijg een achternaam bij jou door. Mogelijk iets van Rozenboom of Rozeboom. Jij heette Rozeboom toen. En jij leefde toen al samen, er komt heel duidelijk een naam, iets van Luwert, Luwert, die naam hoor ik. En er is iets met 7 maart. En er is iets met 7 augustus in dat leven. Ik heb zo'n gevoel dat je dus met deze partner eigenlijk in dat leven hebt geleefd. Vlak na het huwelijk in dat leven ben jij overleden. In datzelfde jaar. Je bent toen getrouwd en eigenlijk datzelfde jaar, ik heb zo'n gevoel in augustus, ben jij overleden. Jouw man was toen bezig, of iets met... Ik krijg een beroep door. Trapper of trap... Ik weet niet wat dat betekent. Trapper of genverbrander of genverbranden. Ik weet niet precies wat dat betekent."
Nanninga stelde echter vast dat veel van deze informatie precies zo te vinden was op het internet. Een zoektocht op Google bracht hem bij een website waar de stamboom van deze Hillegien Rozeboom stond. Vooral het woord Genverbrander trok aandacht. Dit moest namelijk geneverbrander (=jeneverbrander) zijn, maar was verkeerd gespeld. Dezelfde spelfout was te vinden op een genealogische website, waar ook de rest van zijn informatie die hij in deze aflevering opnoemde ("doorkreeg") op stond. Van den Broeke maakte nog een aantal fouten tijdens de reading: zo "kreeg" hij de verkeerde geboortedatum door: 7 in plaats van 17 augustus, en had hij het over de naam "Luwert" in plaats van "Lubbert". Op 29 december zei RTL nog steeds in het zelfverklaarde medium te geloven, terwijl Van den Broeke van zich afbeet en beweerde dat hij "van boven had doorgekregen" dat Er is zoveel meer vervolgd zou worden met een nieuwe reeks afleveringen. RTL-baas Fons van Westerloo besliste anders: RTL 4-woordvoerster Karin Bouwknegt verklaarde in februari 2006 dat men door de ontstane commotie "klaar met Robbert" was omdat men "niet nog meer negatieve publiciteit" wilde, waarop Albert Verlinde spottend opmerkte dat Van den Broeke ("geen goochelaar maar een googlelaar") niet eens zijn eigen toekomst kon voorspellen. Bovendien steunde Verlinde Nanninga's verwijt dat RTL 4 kijkcijfers belangrijker vond dan eerlijkheid.

### Facilitated Communication
In 2006 schreef Nanninga een kritisch artikel over zogeheten Facilitated Communication (FC, "gefaciliteerde communicatie"), waarmee gehandicapte mensen middels een helpende hand van een ander alsnog zouden kunnen spreken door letters aan te wijzen op een bord. Volgens hem deden in werkelijkheid de 'hulphanden' al het werk, zonder dat zij dit zelf beseften. Toen in 2010 het zwaar gehandicapte meisje Thiandi Grooff in de media kwam omdat zij naar verluidt dankzij FC naar de universiteit kon gaan, reageerde Nanninga skeptisch en zette als eerste aan tot twijfel jegens de tot dan toe kritiekloze lovende verhalen die er rondgingen.

### Overige interesses
Voorts heeft Nanninga zich nog kritisch uitgelaten over astrologie, acupunctuur, deprogrammeren, de "occulte" persoonlijkheidscursus Human Dynamics, De Nieuwe Uri Geller, Het Zesde Zintuig, eindtijdvoorspellingen vanwege het vermeende aflopen van de Mayakalender in 2012 en pseudowetenschappelijke HR-methoden zoals het enneagram. Voor korte tijd was Nanninga ook redacteur bij het tijdschrift Religie Nu (oktober 1997–september 1998), bedoeld als voortzetting van het halfjaarlijkse tijdschrift Religieuze bewegingen in Nederland, dat echter maar een oplage van 300 bereikte en al snel weer werd opgedoekt.

## Persoonlijk leven
Vriend Jan Willem Nienhuys noemde Nanninga "een echte einzelgänger" die zich niet graag in grote groepen bevond. Er zijn dan ook maar weinig foto's van hem bekend. Hoewel Nanninga weinig plezier beleefde aan publiciteit, trad hij op in verschillende radio- en tv-programma's zoals 747Live, Hoe?Zo! Radio, Het zwarte schaap, De week van... en Gebeurtenissen.
Vanaf 2004 bezocht hij geen congressen en lezingen meer en in plaats daarvan las hij liever boeken. Het liefst liet hij van zich horen via het geschreven woord.

## Werk
- Parariteiten - een kritische blik op het paranormale. (Utrecht 1988). Uitgeverij Het Spectrum ISBN 9027419957. Gratis online beschikbaar sinds 2016.